# A9.com
A9.com（エーナインドットコム）は、2004年4月14日にAmazon.comが試験的にサービス開始し、同年9月15日に正式開始した検索エンジン。Windows Liveの検索結果を参照する。
かつては、A9.comを利用すると、Amazon.comでの買い物時に割引を受けられるという特典が存在した。